# Episodi di Omicidi a Sandhamn (nona stagione)
La nona stagione della serie televisiva Omicidi a Sandhamn, composta da 3 episodi, è andata in onda in Svezia sul canale TV4. 
In Italia la serie è stata trasmessa in prima visione su Giallo dall'11 al 25 gennaio 2023.
| nº | Titolo originale | Titolo italiano | Prima TV Svezia | Prima TV Italia |
| -- | ---------------- | --------------- | --------------- | --------------- |
| 1  | Nadia            | Nadia           |                 | 11 gennaio 2023 |
| 2  | Esther           | Esther          |                 | 18 gennaio 2023 |
| 3  | Max              | Max             |                 | 25 gennaio 2023 |